# Іжбердіно
Іжбе́рдіно (рос. Ижбердино, башк. Ишбирҙе) — присілок (колишнє село) у складі Кугарчинського району Башкортостану, Росія. Входить до складу Іжбердінської сільської ради.
Населення — 150 осіб (2010; 224 в 2002).
Національний склад:
- росіяни — 85%